# Fort Sint Pieter

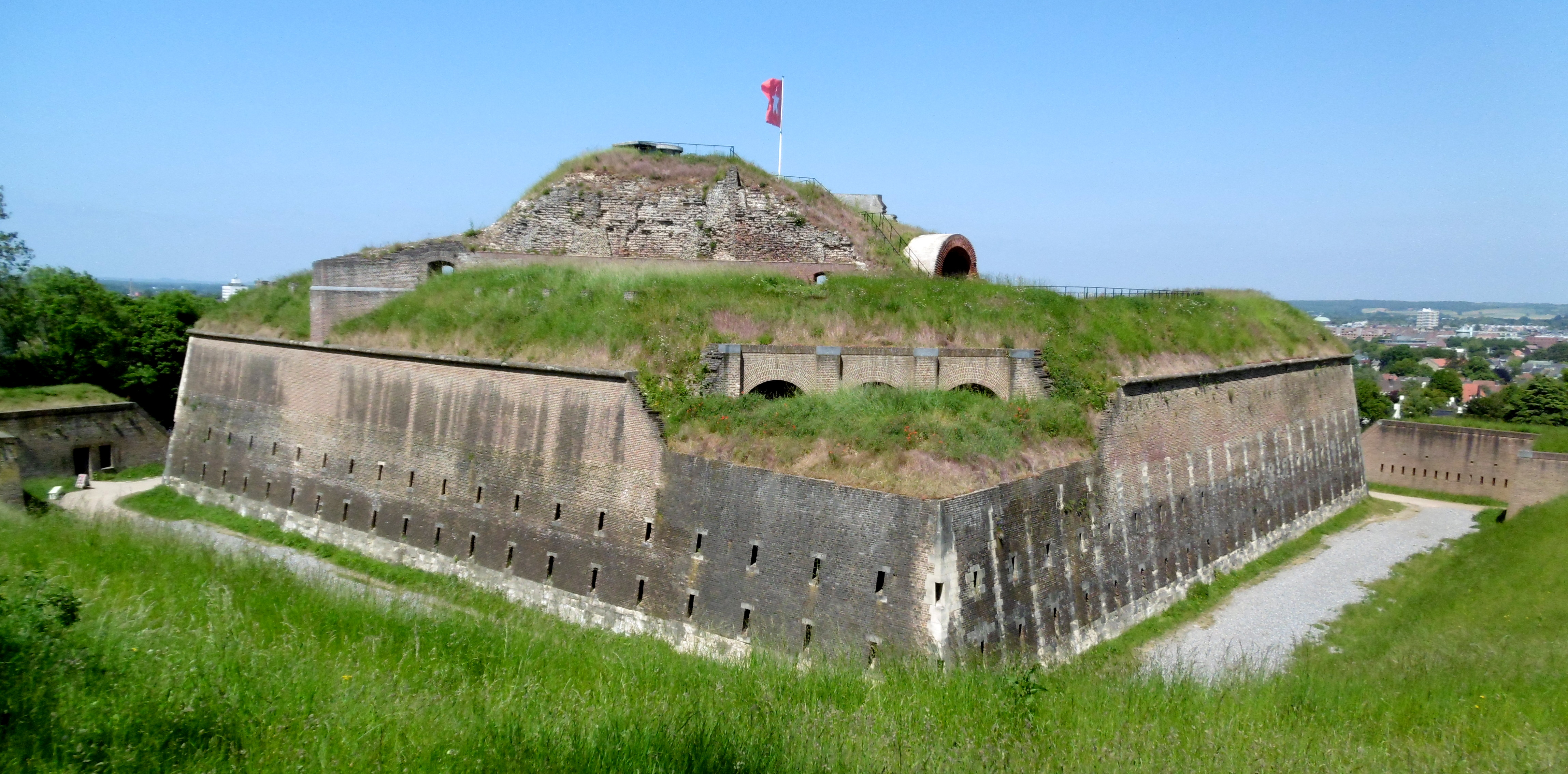
Fort Sint Pieter in 2023

Fort Sint Pieter is een fort dat in 1701-02 tot stand kwam op de noordflank van de Sint-Pietersberg in Maastricht. Tot 1867 had het fort als onderdeel van de vestingwerken van Maastricht een militaire functie. Thans is het bouwwerk een rijksmonument en een toeristische attractie.
Ten zuidwesten van het fort lag vroeger de Grote Ingang van het Noordelijk Gangenstelsel, ten zuidoosten het Predikherengat en ten noordwesten de groeve Ancienne Brasserie.

## Geschiedenis

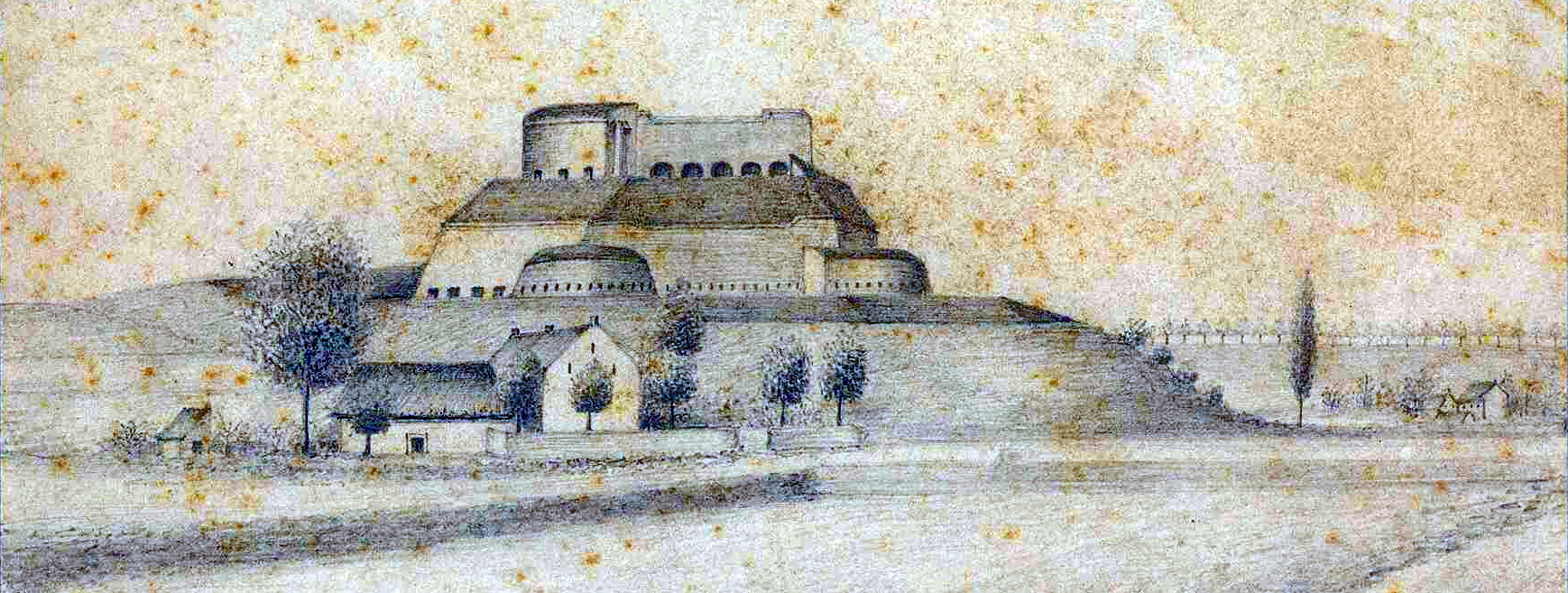
Het fort gezien naar het westen (tekening Jan Brabant, midden 19e eeuw

Het fort werd in opdracht van de militaire commandant van Maastricht Daniël Wolff baron van Dopff gebouwd in een vijfhoek ter verdediging van de zuidelijke vestingmuren van Maastricht. Dit werd noodzakelijk gevonden nadat de Fransen in 1673 de Sint-Pietersberg hadden ingenomen om van hieraf met kanonnen bressen te slaan in de zuidelijke vestingmuren. Vanuit dit fort zou voortaan elke zuidelijke aanval afgeslagen kunnen worden.
In 1717 bezocht tsaar Peter de Grote de sterkte. Hij werd feestelijk rondgeleid door bovengenoemde gouverneur.
Het fort werd in 1794 door de Fransen in de rug aangevallen tijdens het beleg door Kléber. In het begin van de 19e eeuw is het nog ingrijpend gemoderniseerd om aan de eisen van de tijd te kunnen voldoen. De sterkte verloor zijn verdedigingsfunctie na het opheffen van de vesting Maastricht in 1867.
In de 20e eeuw bevond zich aan de noordkant van het fort een uitspanning, bestaande uit een café, een restaurant en een feestlocatie. Op het bijbehorende terras dronk menig pieterpadwandelaar een glaasje op de goede afloop. In 2011 is deze 20e-eeuwse aanbouw gesloopt in verband met de restauratie van het fort, die in 2014 werd afgerond.

## Afbeeldingen

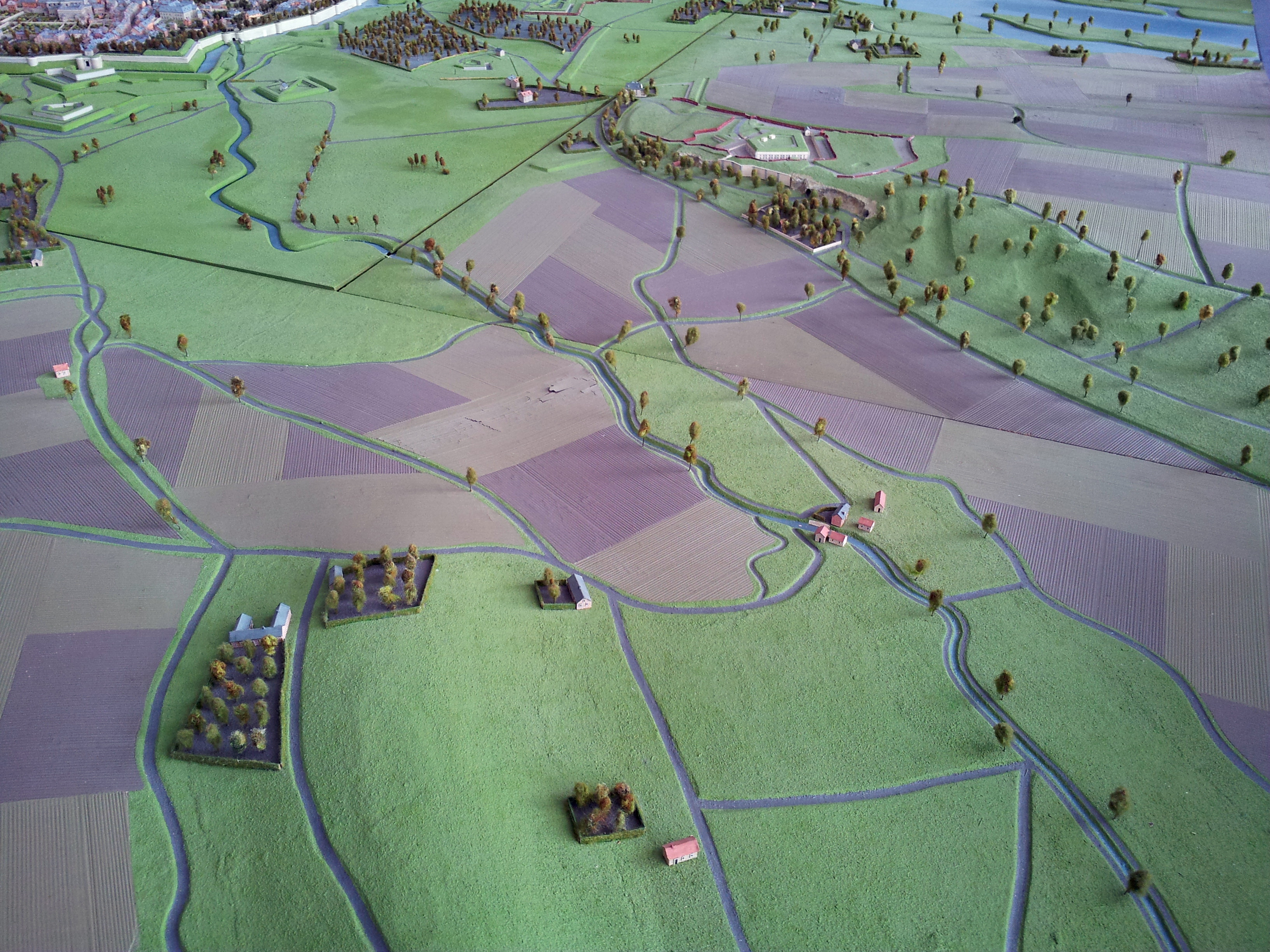
Jekerdal maquette Louis XV
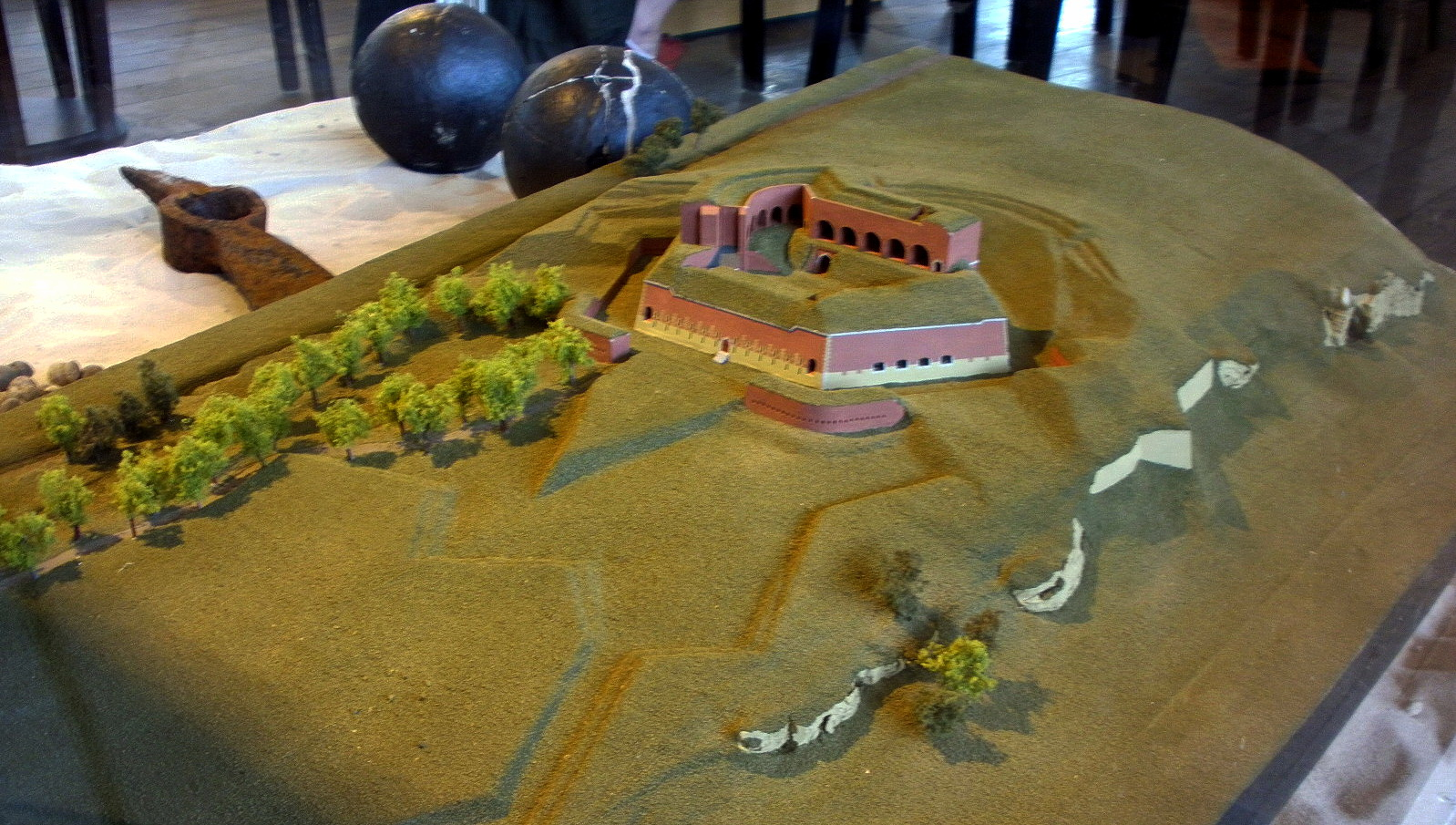
Situatie in 1867 (maquette)
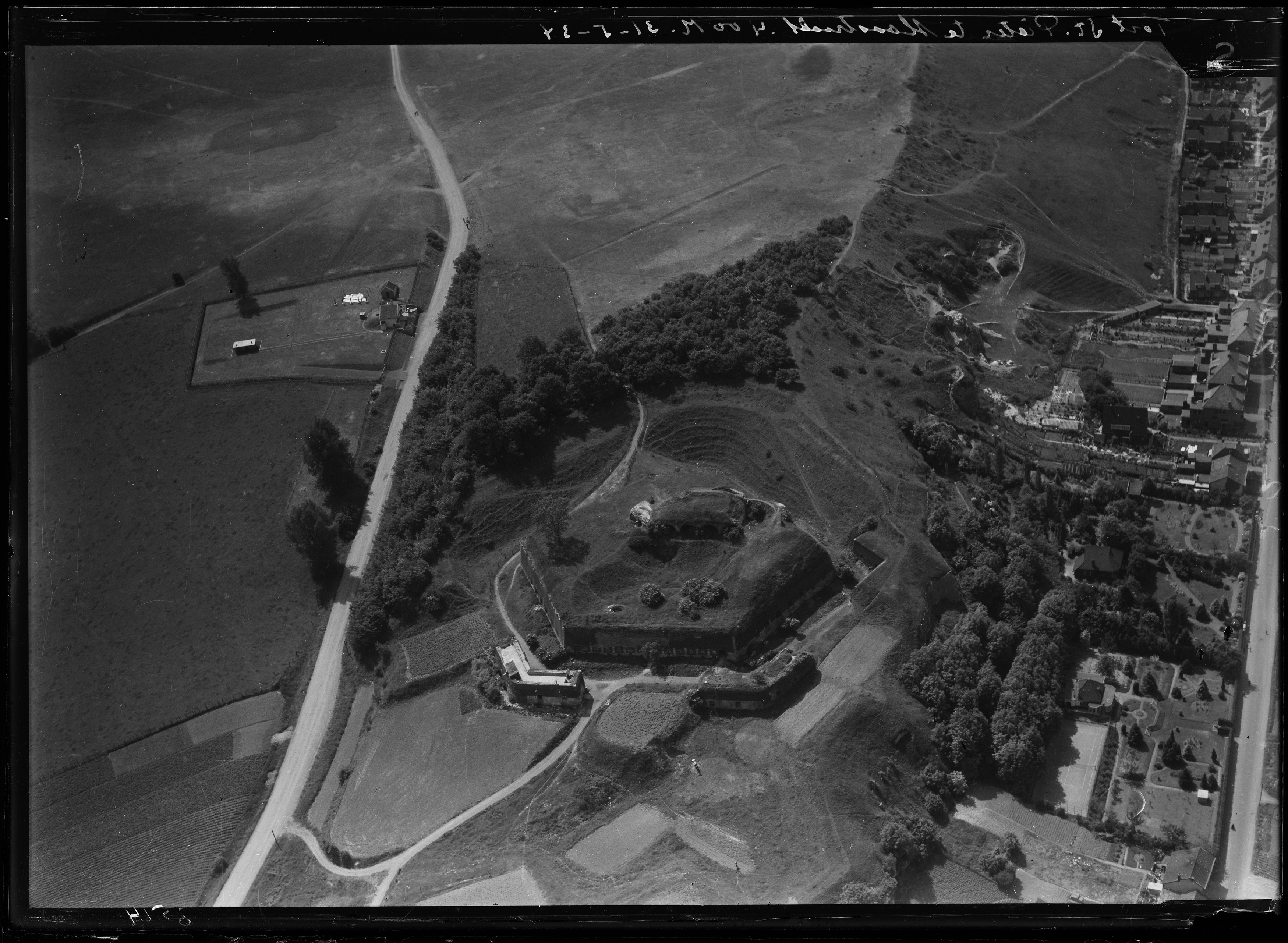
Luchtfoto, 1920-'40
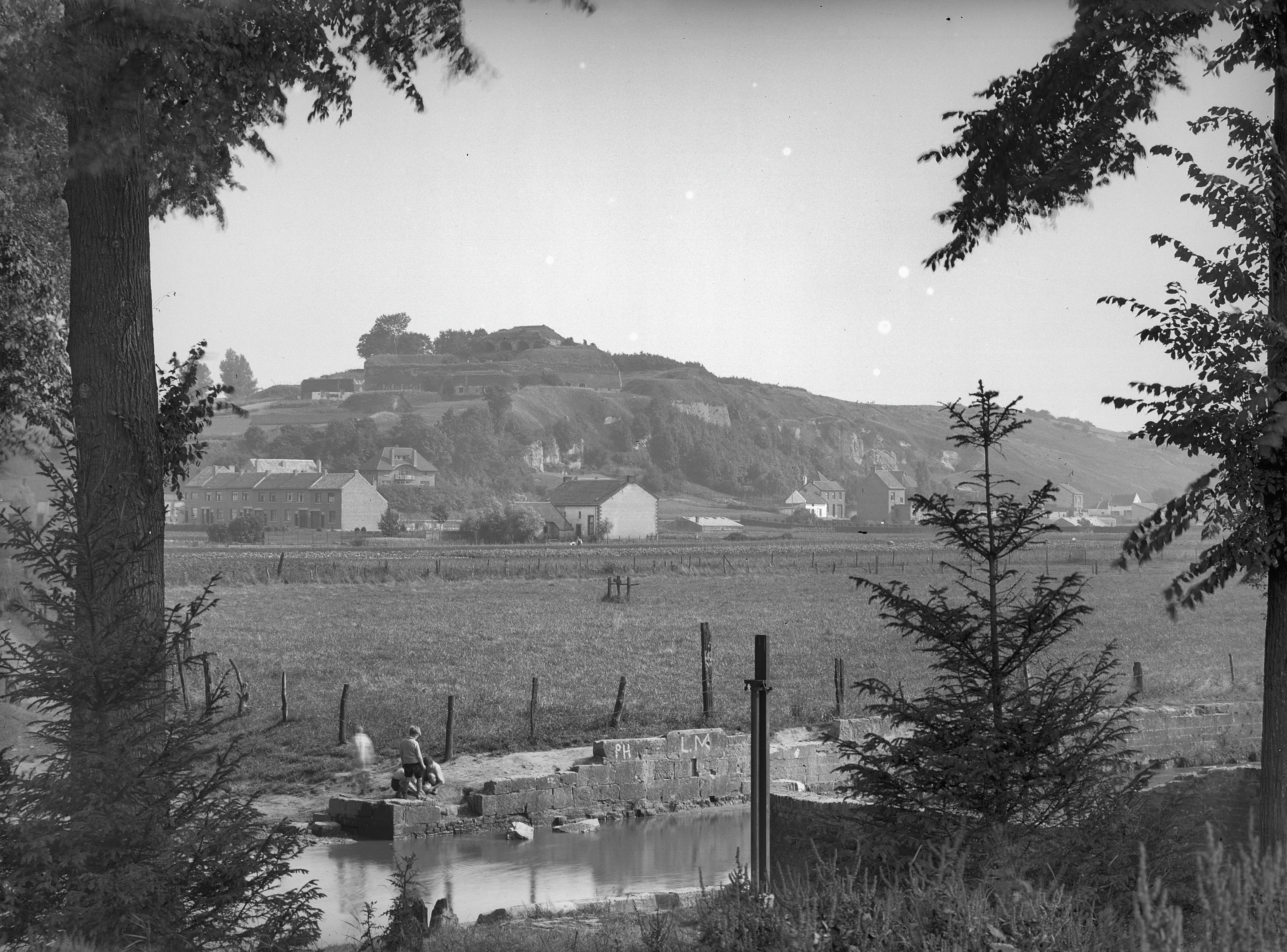
Vanaf Waldeckpark, 1928
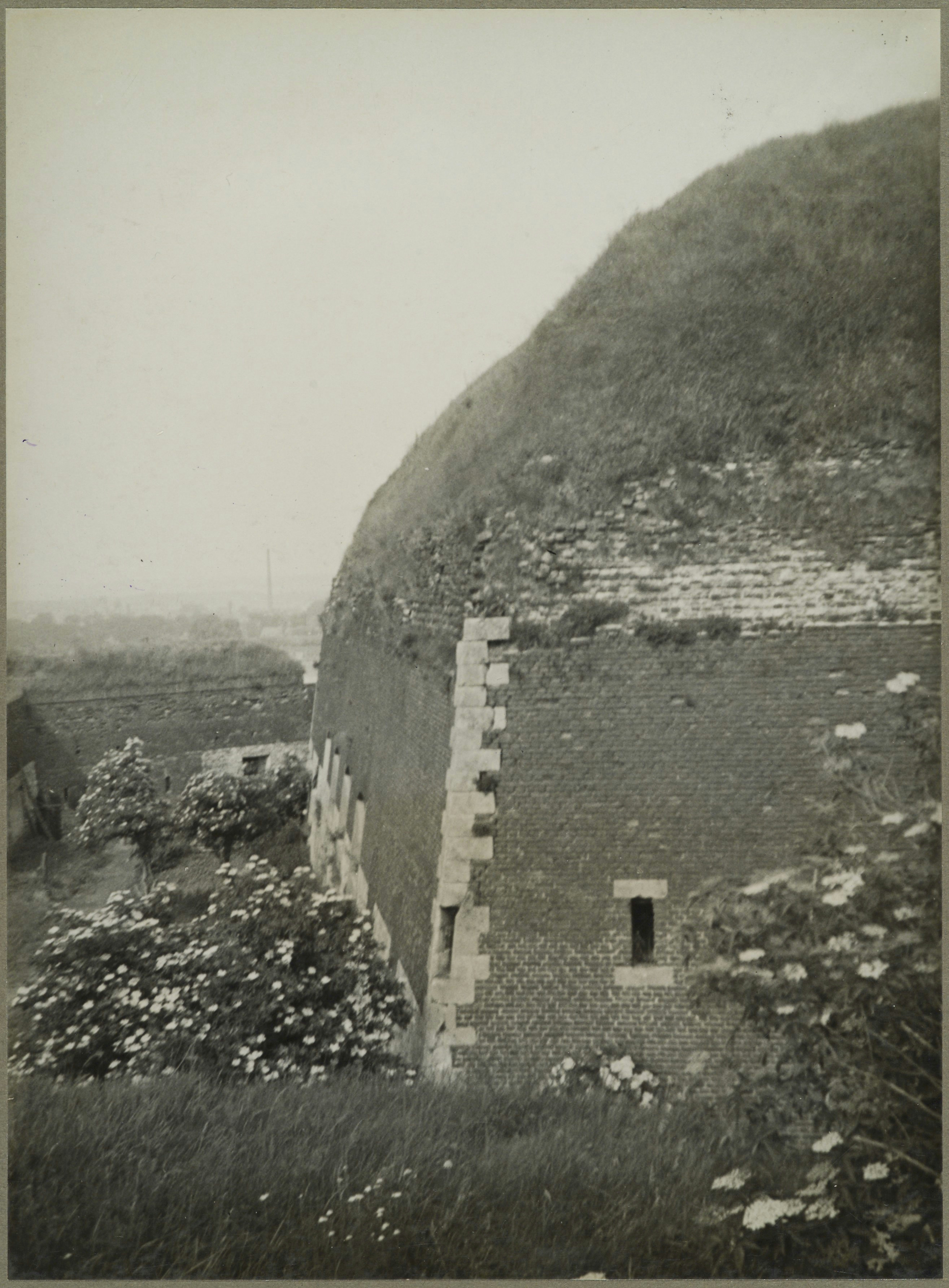
Noordwestzijde, 1934
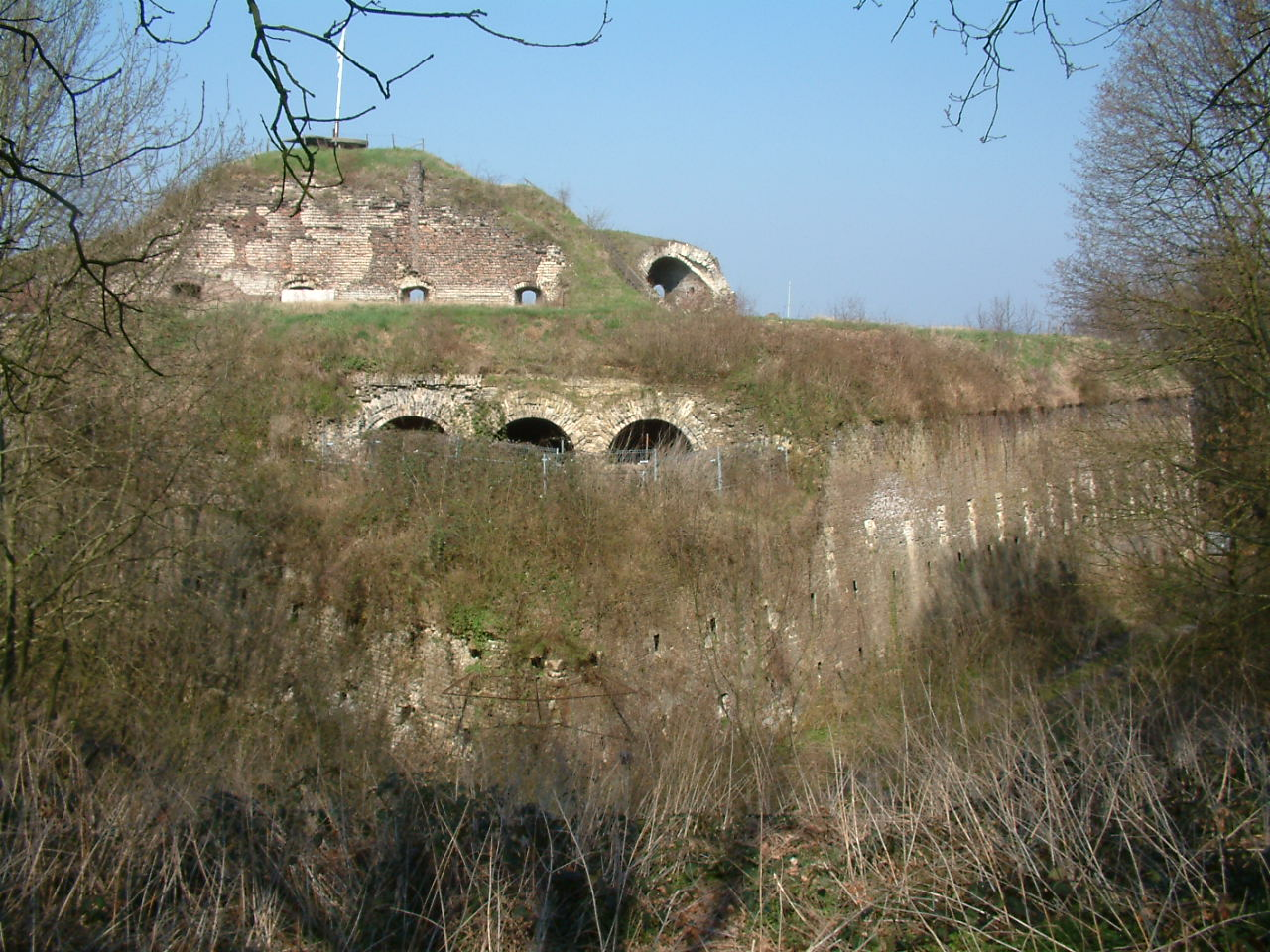
Vóór de restauratie, 2004
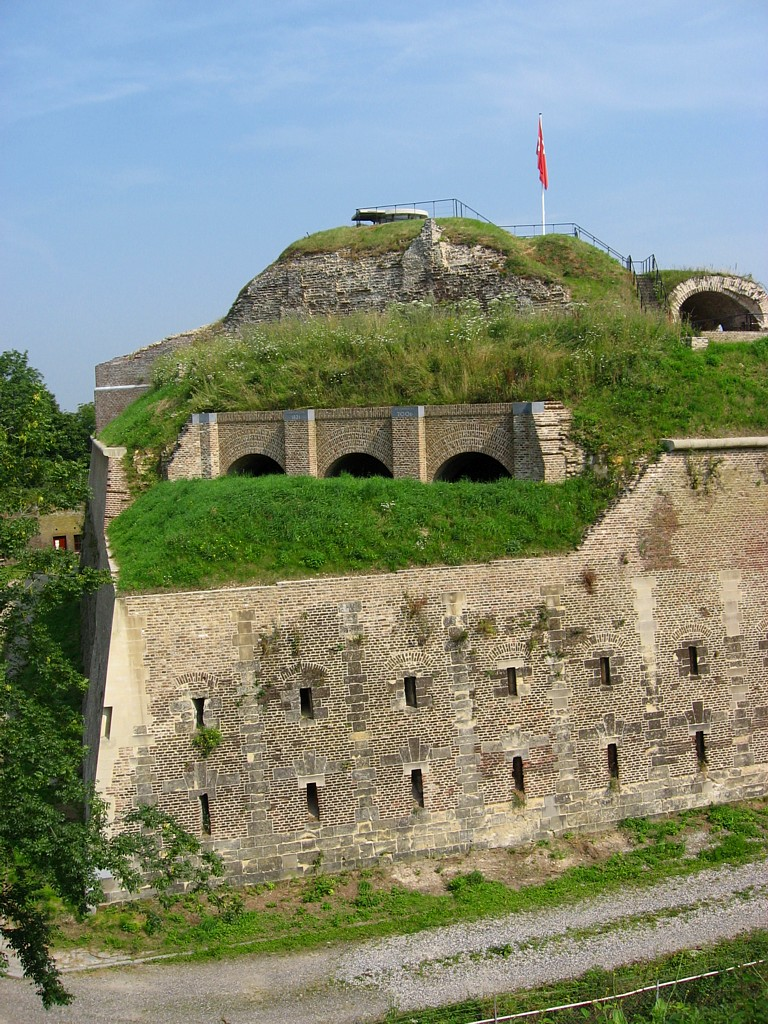
Voltooide zuidkant, 2008
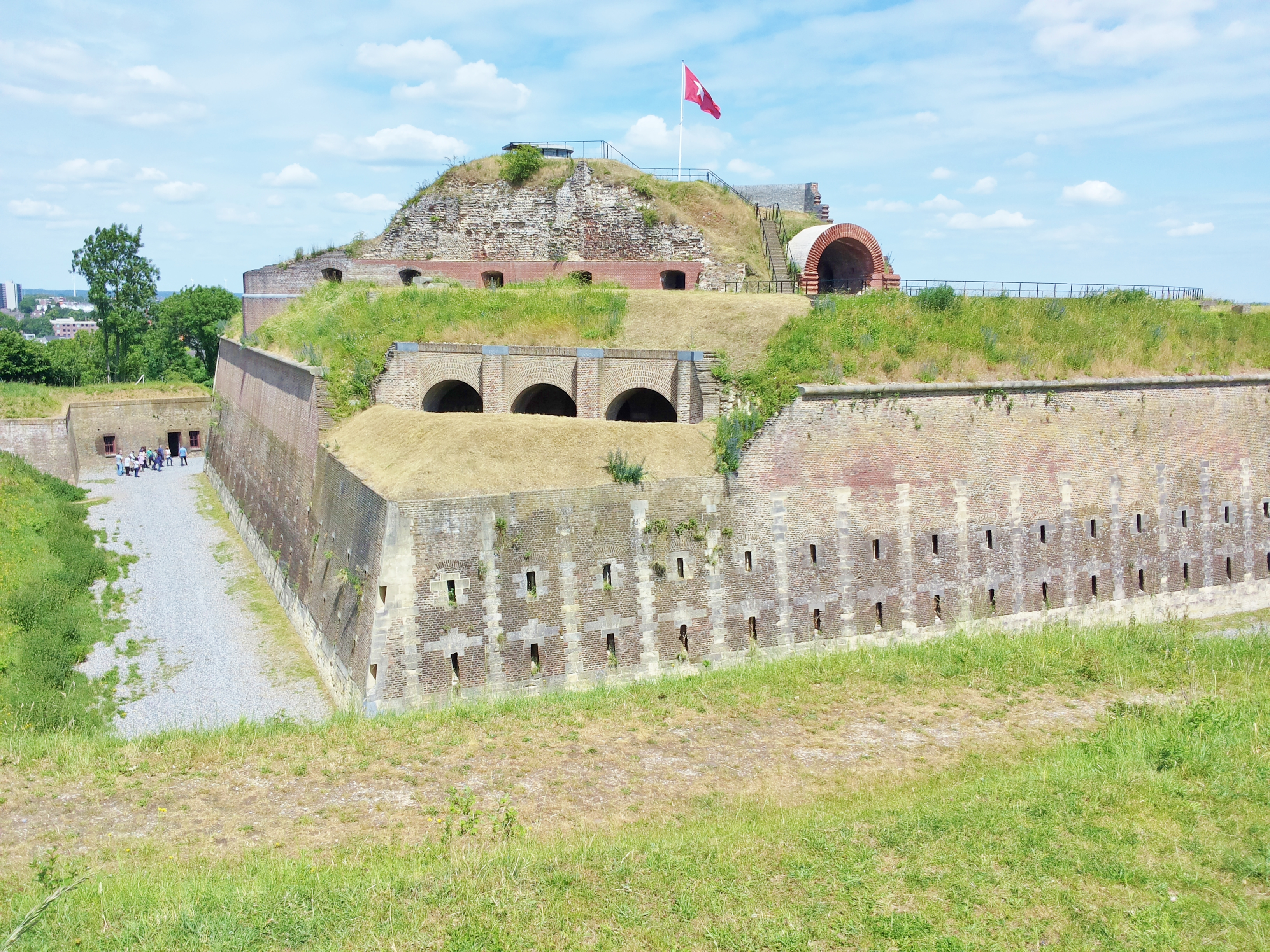
Zuidzijde, 2017
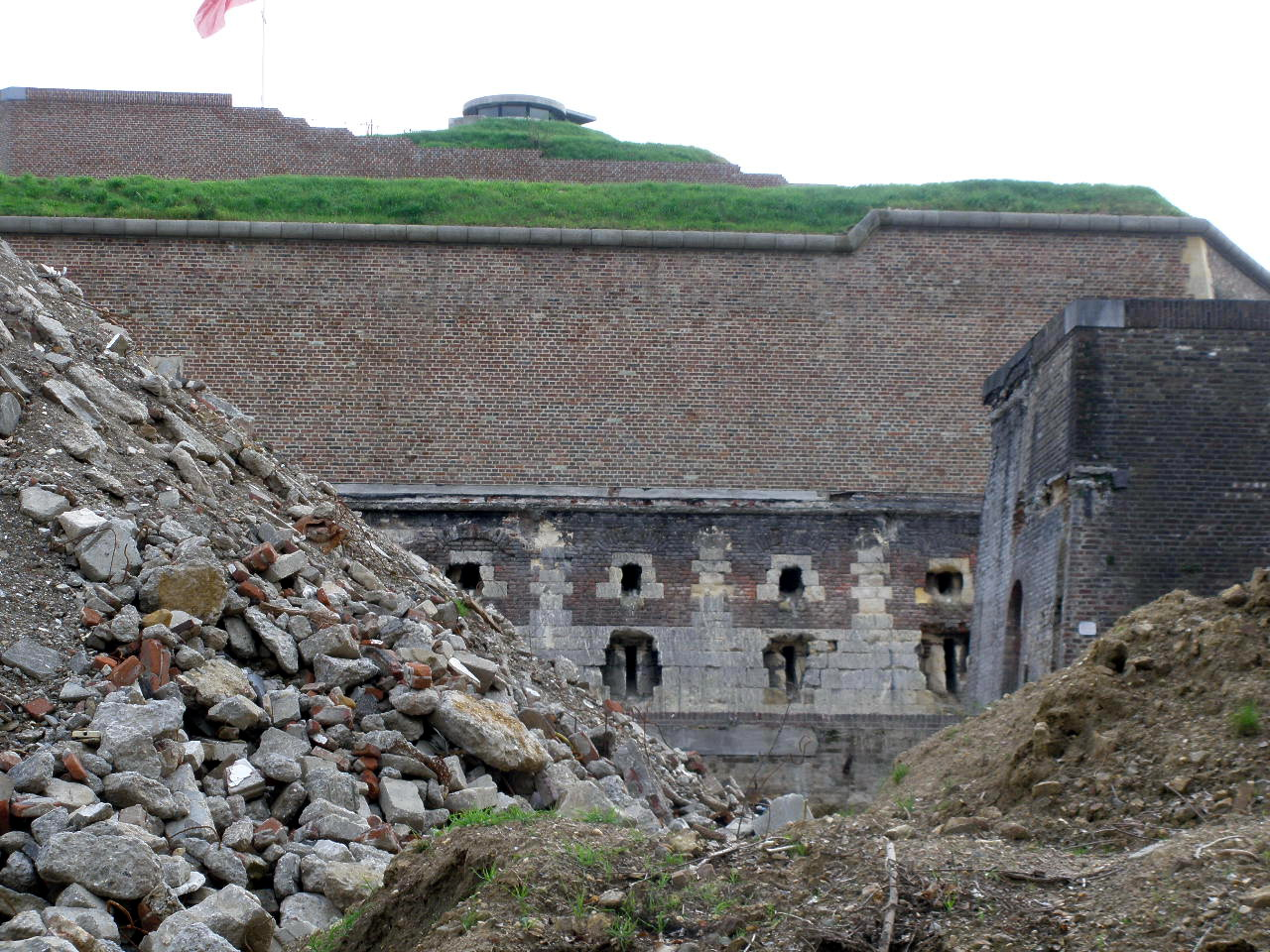
Restauratie noordzijde, 2011
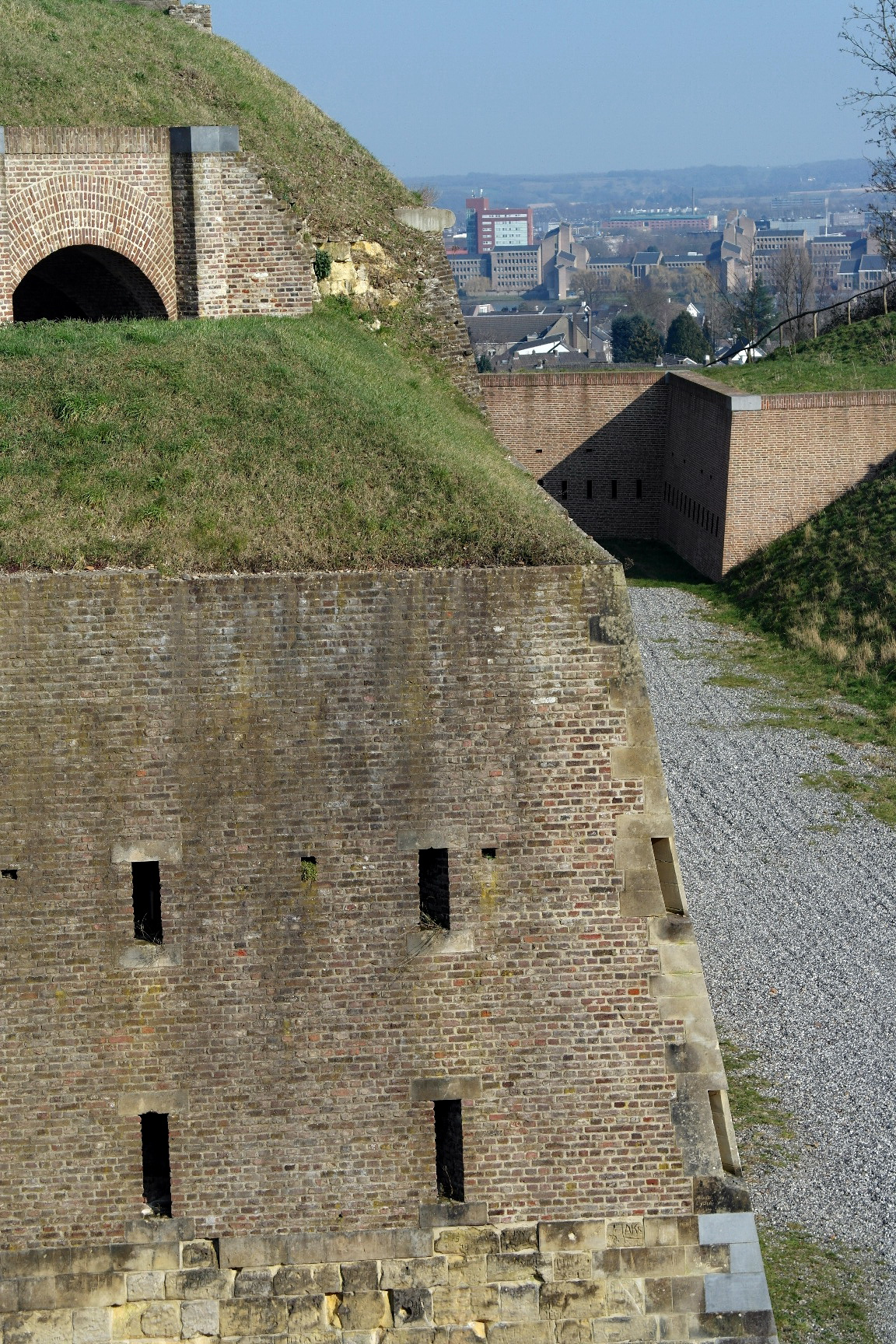
Droge gracht en uitzicht
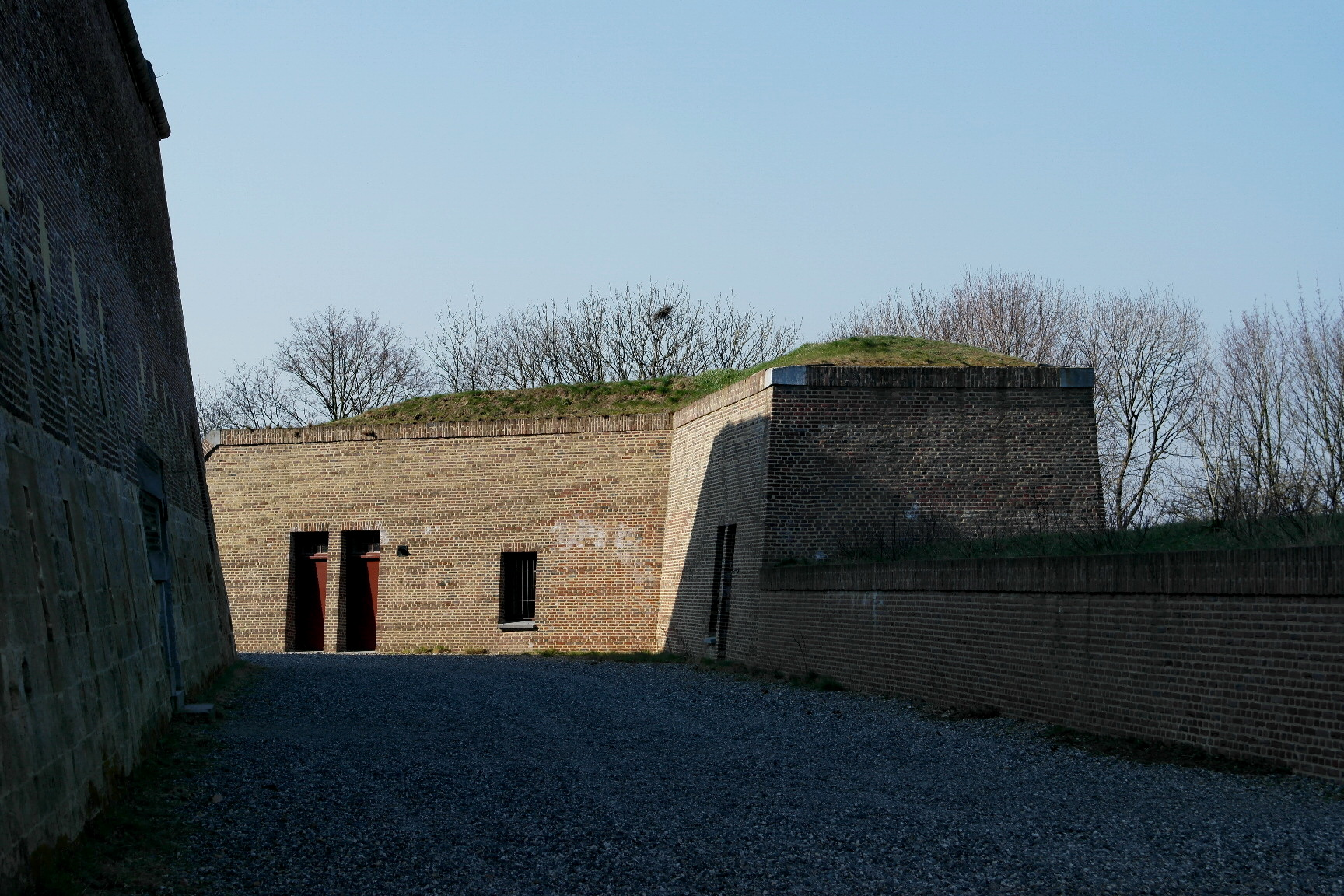
Droge gracht
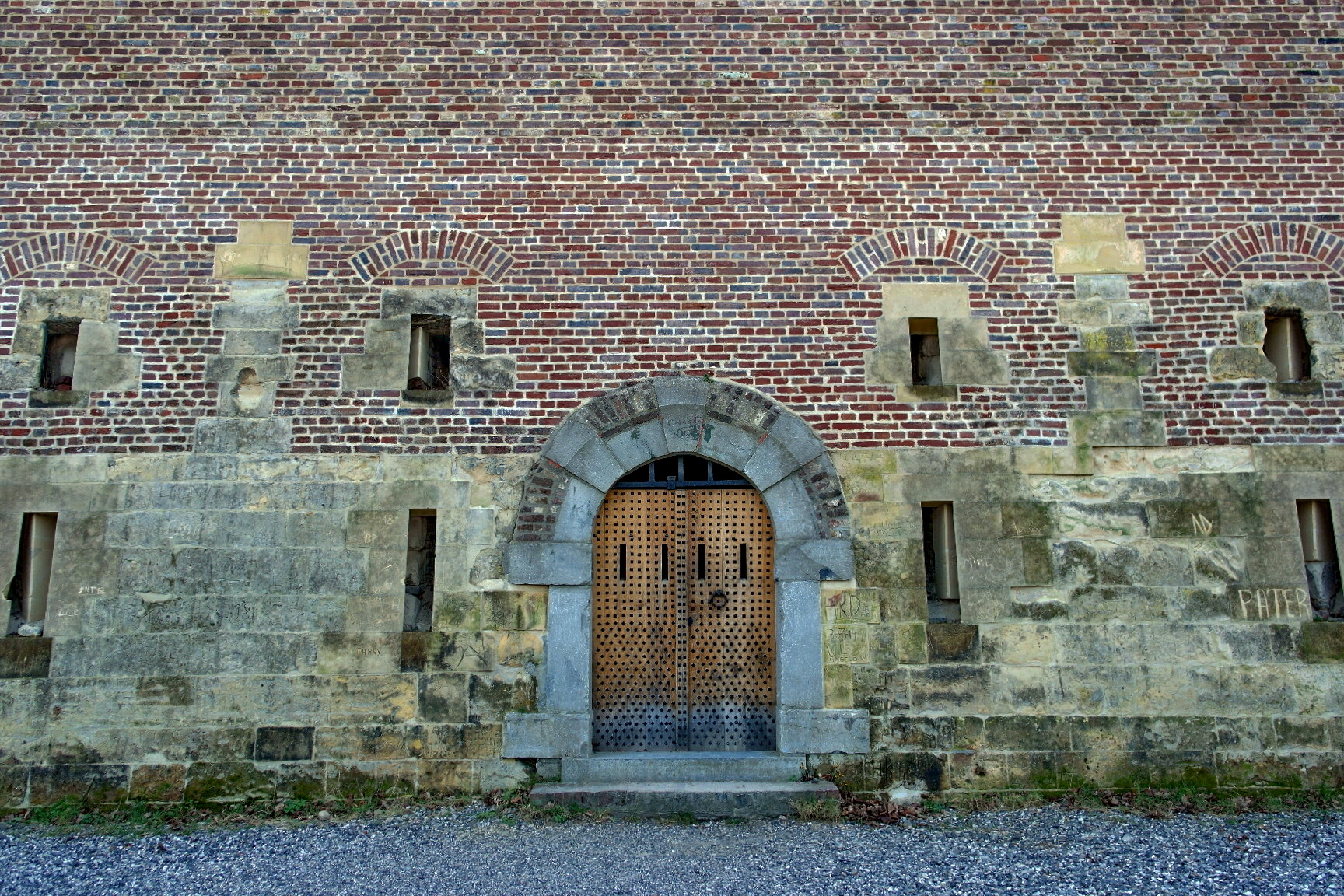
Toegangspoort
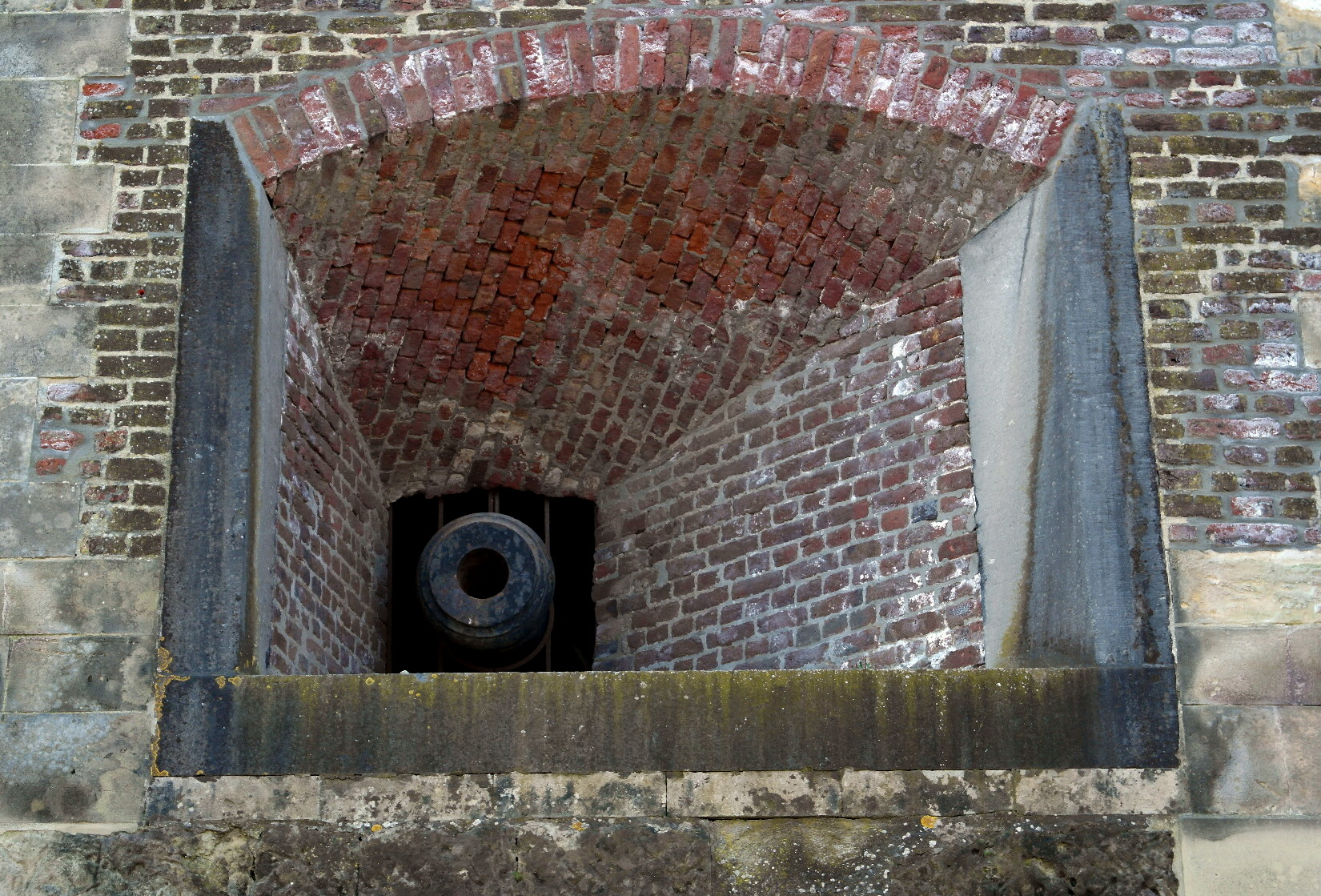
Schietgat met kanon
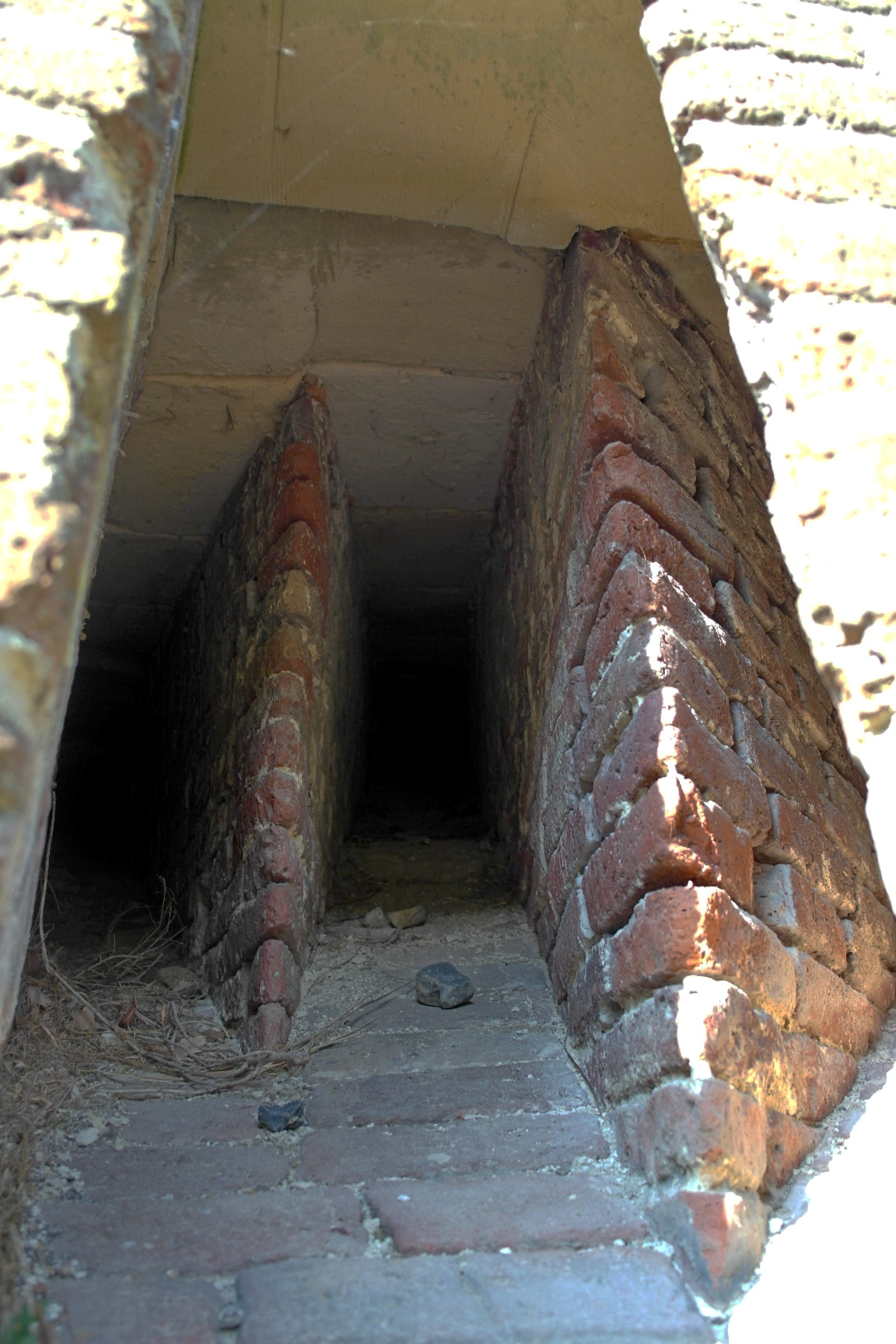
Schietgat
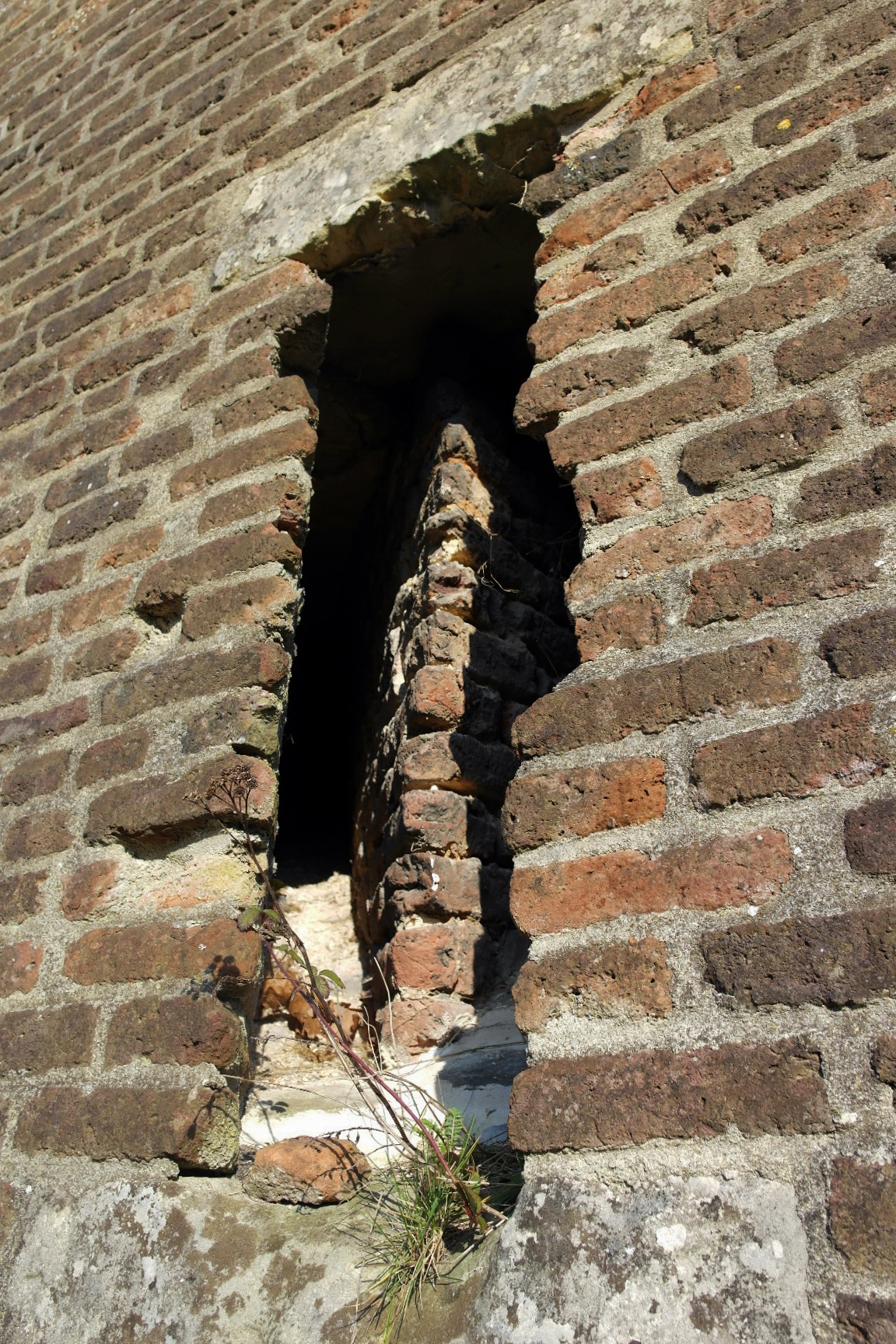
Schietgat